# Chiesa di San Giovanni Battista (Lunamatrona)
La chiesa di San Giovanni Battista è la parrocchiale di Lunamatrona. Sorge in piazza Conciliazione, nella parte più alta del paese. Al suo interno è custodito il cinquecentesco Retablo di Santa Maria, opera di Antioco Mainas.

## Storia e descrizione
L'inizio della costruzione dell'attuale San Giovanni Battista di Lunamatrona, sull'area di una precedente chiesa benedettina dell'XI secolo, risale al XVI secolo. Nel 1586 i lavori risultano in corso di svolgimento e nel 1630 il tempio diventa chiesa parrocchiale. Nel 1803 si procedette alla costruzione della volta e della cupola, mentre nel secondo dopoguerra si realizzarono gli affreschi che ornano gli interni.
La facciata, a terminale piatto, presenta un portale archivoltato e una soprastante finestra rettangolare. Sul lato sinistro si eleva il campanile, a canna quadrata e sormontato da una piccola cupola, ornato da archetti pensili, mentre a destra si trova la più semplice torre dell'orologio, con un campanile a vela nella parte superiore. L'interno è a pianta rettangolare, con navata unica voltata a botte, cappelle laterali, presbiterio sopraelevato, voltato a cupola su tamburo ottagonale, e abside a pianta rettangolare.
La prima cappella a destra custodisce il Retablo di Santa Maria, originariamente conservato nella chiesa di Santa Maria, ex parrocchiale di Lunamatrona. L'opera, realizzata ad olio e tempera su tavola, è attribuita ad Antioco Mainas, esponente della Scuola di Stampace attivo tra il 1537 e il 1571. I dipinti sugli scomparti del retablo, separati da cornici lignee dorate scolpite in stile gotico, raffigurano, secondo i modi dello stile tardogotico e manierista, episodi della vita di Cristo, della Vergine e dei santi: lo scomparto centrale reca dipinta la Madonna col Bambino, in alto è la Crocifissione di Gesù, mentre nei quattro pannelli laterali sono dipinti l'arcangelo Gabriele (in alto a sinistra), la Vergine annunziata (in alto a destra) e i santi Giovanni Battista (in basso a sinistra) e Michele Arcangelo (in basso a destra). Sulla predella, divisa in cinque scomparti, sono invece dipinti (da sinistra) i santi Pietro e Paolo, i santi Antonio da Padova e Nicola di Mira, la Risurrezione di Gesù, i santi Cosma e Damiano e infine le sante Lucia e Apollonia.
La chiesa di San Giovanni Battista è in stile classicista con rivisitazioni secentesche di stampo classicista. 

È situata al centro del paese e ha sostituito la chiesa d santa Maria, e per ora (2013) è l'unica Parrocchia di Lunamatrona.
Gli affreschi sono stati anche ridipinti recentemente (nel 2012), è composta da 8 cappelle (4 a sinistra - 4 a destra).